# Ludżi Walid Chalaf Jasin
Ludżi Walid Chalaf Jasin (arab. لوجي وليد خلف ياسين; ur. 12 czerwca 2003) – egipska zapaśniczka walcząca w stylu wolnym. Brązowa medalistka igrzysk afrykańskich w 2023, a także mistrzostw Afryki w 2022. Mistrzyni Afryki juniorów w 2022 roku.